# واج‌شناسی فارسی
در تعریف کلی، در زبان فارسی ۲۹ واج وجود دارد که به دو دستهٔ واکه (مصوت) (۶ واج) و همخوان (صامت) (۲۳ واج) تقسیم می‌شوند.
- واکه‌ها: /-َ/، /-ِ/، /-ُ و و/، /آ/، /ای/، /و و او/
- همخوان‌ها: /ء و ع/، /ب/، /پ/، /ت و ط/، ث، س و ص/، /ج/، /چ/، ح و ه/، /خ/، /د/، /ذ، ز، ض و ظ/، /ر/، ژ/، /ش/، /غ و ق/، /ف/، /ک/، /گ/، /ل/، /م/، /ن/، /و/، /ی/.[۲]

پیرامون واکه‌ها نیز باید گفت که در فارسی افغانی، فارسی ایرانی و فارسی تاجیکی اختلافاتی هست؛ یعنی فارسی افغانی هشت واکه، و فارسی ایرانی و تاجیکی شش واکه دارد.
البته به شرطی که هجاهای مرکب را به‌حساب نیاوریم این‌گونه است، چون این سی لفظ در واقع شالودهٔ ناب زبان فارسی است.

## واج‌ها و آواها

### واکه‌ها
زبان فارسی گویش غربی (ایرانی) دارای شش واکه است که سه‌به‌سه در برابر هم است: سه واکهٔ کوتاه و سه واکهٔ کشیده. به لحاظ گونه‌ای هرکدام از این واکه‌ها می‌تواند به صورت کشیده یا کوتاه تلفظ شود که دوازده گونه را به وجود می‌آورد.

#### جدول واکه‌های فارسی ایران

نمودار واکه‌های فارسی ایران

گویش معیار فارسی شش واکه دارد که از این قرار است:
| دبیره | آوانگاری بین‌المللی | لاتین    | نمونه         |
| ----- | ------------------ | -------- | ------------- |
| ـَ     | æ                  | a        | برده /bæɾde/  |
| ـَا    | ɒ:                 | ā, aa    | تاب /tɒ:b/    |
| ـِ     | e                  | e        | زرشک /zeɾeʃk/ |
| ـِی    | i:                 | ī, i     | تیر /ti:ɾ/    |
| ـُ     | o                  | o        | بُت /bot/      |
| ـُوْ    | u:                 | ū, u, oo | نوش /nu:ʃ/    |

| دبیره | آوانگاری بین‌المللی | لاتین | نمونه    |
| ----- | ------------------ | ----- | -------- |
| ـَه    | æ                  | a     | نَه /næ/  |
| ـِه    | e                  | e     | چِه /tʃe/ |
| و     | o                  | o     | تو /to/  |

#### واکه‌های کوتاهِ دراز
در فارسی، گاهی واکه‌های /ـُ/ و /ـِ/ به صورت /ـُوْ/ و /ـِیْ/ کوتاه تلفظ می‌شود:
اگر یکی از بخش (هجا)های واژه، دوواجی درست‌شده از همخوان و واکهٔ /o/، و نیز واجِ دوم بخش بعدی /u:/ باشد، می‌توان /o/ بخش نخست را به /u/ تبدیل کرد؛ همانند نُمودن، گشوده، بی‌سکون، درود، شگون، ورودی، شکوفه، شلوغ و….
همچنین، در بسیاری از واژه‌ها، اگر بخش (هجا)های واژه، دوواجی درست‌شده از همخوان و واکهٔ /e/، و نیز واجِ دوم بخش پسین /i:/ باشد، می‌توان /e/ بخش نخست را به /i/ تبدیل کرد؛ مانند بِبین، پرینتر (چاپگر)، کلید، سریشم (ژلاتین)، دویست و ….
و نیز در بعضی از واژه‌ها اگر بخش (هجا)های واژه، دوواجی درست‌شده از همخوان و واکهٔ /æ/، و نیز واجِ دوم بخش بعد /ɒ:/ باشد، می‌توان /æ/ بخش نخست را به /ɒ/ تبدیل کرد؛ همچون نهار (ناهار، غذای ظهر)، چهار و ….
| دبیره | آوانگاری بین‌المللی | شرایط                | نمونه                       |
| ----- | ------------------ | -------------------- | --------------------------- |
| ـَ     | ɒ یا æ             | پیروی از الگوی …ـَـَا… | چَهَار /tʃɒhɒ:ɾ/ یا /tʃæhɒ:ɾ/ |
| ـِ     | i یا e             | پیروی از الگوی …ـِـِی… | کِلِید /kili:d/ یا /keli:d/   |
| ـُ     | u یا o             | پیروی از الگوی …ـُـُوْ… | سُرُود /suɾu:d/ یا /soɾu:d/   |

#### واکه‌های کوتاه کشیده
گاهی واکه‌های کوتاه فارسی، می‌تواند کشیده تلفظ شود.
اگر در بخش (هجای) پایانی واژه یا تک‌واژ، پس از واکهٔ کوتاه دو همخوان آمده‌باشد، می‌توان واکه را کشیده تلفظ کرد. در واقع هنگامی که واکه پیش از دو همخوان چسبیده (دو حرف ساکن‌دار) آید.
مثلاً /سَرْد/ را می‌توان به صورت /sæ:ɾd/ یا /sæɾd/ گفت.
| دبیره | آوانگاری بین‌المللی | شرایط              | نمونه          |
| ----- | ------------------ | ------------------ | -------------- |
| ـَ     | æ:                 | پیروی از الگوی ـَـْـْ | سَبز /sæ:bz/    |
| ـِ     | e:                 | پیروی از الگوی ـِـْـْ | زرشک /zere:ʃk/ |
| ـُ     | u:                 | پیروی از الگوی ـُـْـْ | کوشک /ku:ʃk/   |

#### واکه‌های کشیدهٔ کوتاه
اگر واکه‌های کشیده پیش از /ن/ بیاید، کوتاه تلفظ می‌گردد. همچنین در دیگر موارد نیز معمولاً می‌توان این کار را کرد.
| دبیره | آوانگاری بین‌المللی | نمونه          |
| ----- | ------------------ | -------------- |
| ا     | ɒ                  | نان /nɒn/      |
| ی     | i                  | ببین /bebin/   |
| و     | u                  | بیرون /bi:ɾun/ |

#### استثناها
همچنین استثناهایی هست که از این قرار است:
- اگر ترکیب ـَی /ay/، در حالتی بیاید که ساکن داشته باشد، می‌گوییم «زبر بر «ی» سنگین است»، یعنی باید به صورت /ey/ خوانده می‌شود. مانند پَیاپَی /payaapey/ که پَی نخست به خاطر داشتن زبر، /pay/ خوانده شده و پِی دوم به خاطر زبر پشت «ی» ساکن، /pey/ خوانده می‌شود.

البته در حالت ـَیّـ استثنا است، مانند صَیّاد /sayyaad/.

زبر پشت «ی» ای که حرکت دارد، گاهی جای /ay/, /ey/ خوانده می‌گردد، مانند ترکیب «مَیِ انگوری» /mey e anguri/.
- اگر ترکیب ـَو /av/ (/aw/)، در حالتی بیاید که ساکن داشته باشد، می‌گوییم «زبر بر «و» سنگین است»، یعنی باید به صورت /o/ (گاهی هم /ow/ و /ō/) خوانده می‌شود. مانند سَواره‌رو /savaare-ro/ که سَوار به خاطر داشتن زبر، /savaar/ خوانده شده و رو به خاطر زبر پشت واو ساکن، /ro/ خوانده می‌شود.

البته در حالت ـَوّـ استثنا است، مانند جَوّ /javv/.

زبر پشت واوی که حرکت دارد، گاهی جای /av/, /ov/ خوانده می‌شود، مانند نَوین /novin/.
همچنین واکه‌های بلند نیز در واقع با واکه‌های کوتاه نوشته می‌شوند که غالباً آن‌ها را نمی‌نویسند. الگوهای آن‌ها چنین است:
1. ـَا = aa
2. ـِی = i
3. ـُو = u

پس، بیت (کوچک‌ترین حافظهٔ رایانه) /bit/ را باید نوشت «بِیت»، و بیت (هر سطر در شعر) /beit/ را باید نوشت «بَیت».

#### تفاوت واکه‌ها در سه گویش
در درازای تاریخ، واکه‌های e (ـِ معمولی)، i (ای کوتاه)، ī (ای معمولی)، ē (ـِ کشیده)، u (او کوتاه)، ū (او معمولی)، ō (ـُ کشیده)، a (ـَ معمولی)، ā (آ معمولی)، o (ـُ معمولی) و ø (واکهٔ مخصوص تاجکی) در میان گویش‌های فارسی (افغانی (شرقی)، ایرانی (غربی) و تاجیکی (فرارودی)) تغییر کردند. جدول زیر این تغییر را نشان می‌دهد:
| املا             | ِ  | ی | ی | ُ  | و | و | َ  | ا |
| شکل ابتدایی      | i | ī | ē | u | ū | ō | a | ā |
| شرقی (افغانی)    | i | ī | ē | u | ū | ō | a | ā |
| غربی (ایرانی)    | e | ī | ī | o | ū | ū | a | ā |
| فرارودی (تاجیکی) | i | i | e | u | u | ø | a | o |

### همخوان‌ها
زبان فارسی بیست‌و دو نماینده واجی اصلی دارد.
واج ق نیز در برخی از گویشهای زبان فارسی وجود دارد، اما در فارسی ایران با کمی تفاوت با ق عربی و مانند غ تلفظ می‌شود (ق عربی بی‌واک و ق فارسی واک‌دار است).
در استان‌های فارسی زبان کشور، بین تلفظ ق و غ هیچ تفاوتی قایل نیستند اما در برخی مناطق این دو واج را کمی از یکدیگر متمایز می‌دانند همچون استان‌های فارس، کرمان، بوشهر، خوزستان که در ارتباط با گویشوران زبانهای ترکی و عربی بوده‌اند و طوایف دیگر ایرانی از جمله کرد، لر، لک، بلوچ که زبان مادریشان فارسی نیست، ق و غ را به‌خوبی می‌توانند تلفظ کنند.

#### جدول همخوان‌ها
در زیر همخوان‌های فارسی معیار را می‌بینید. این همخوان‌ها در فراز و نشیب زمان دگرگون شده و به شکل امروزی درآمده است. فارسی همخوان غیرشُشی ندارد.
بر اساس جدول آوانگاری بین‌المللی، آواهای فارسی این‌گونه است:
| ششی     | ششی    | لبی | لثه‌ای | پس‌لثه‌ای | کامی | نرم‌کامی | زبان کوچکی (ملازی) | چاکنایی |
| ------- | ------ | --- | ----- | ------- | ---- | ------- | ------------------ | ------- |
| خیشومی  | خیشومی | م m | ن n   |         |      | ن ŋ     |                    |         |
| انسدادی | واک‌دار | ب b | د d   |         |      | گ g     | ق q~ɢ              |         |
| انسدادی | بی‌واک  | پ p | ت t   |         |      | ک k     |                    | ء ʔ     |
| انسایشی | واک‌دار |     |       | ج dʒ    |      |         |                    |         |
| انسایشی | بی‌واک  |     |       | چ tʃ    |      |         |                    |         |
| سایشی   | واک‌دار | و v | ز z   | ژ ʒ     |      | غ ɣ     |                    |         |
| سایشی   | بی‌واک  | ف f | س s   | ش ʃ     |      | خ x     |                    | ه h     |
| تک‌ضربی  | تک‌ضربی |     | ر ɾ   |         |      |         |                    |         |
| لرزشی   | لرزشی  |     | ر r   |         |      |         |                    |         |
| ناسوده  | ناسوده | و w | ل l   |         | ی j  |         |                    |         |

#### جدول دبیره‌ها
زبان فارسی ۳۲ دبیره دارد. از این ۳۲ دبیره، ۲۴ دبیره نمایندهٔ ۲۶ واج همخوان‌اند. البته در درازنای تاریخ دبیره‌هایی به فارسی افزوده یا از آن کم شدند، واج‌ها نیز این‌گونه است.
| واک  | آوای بین‌المللی | دبیره      | نماینده | نمونه            |
| ---- | -------------- | ---------- | ------- | ---------------- |
| /p/  | [p]            | پ          | پ       | تپ /tæp/         |
| /b/  | [b]            | ب          | ب       | برادر /bærɒ:dær/ |
| /t/  | [t]            | ت، ط       | ت       | تا /tɒ:/         |
| /d/  | [d]            | د          | د       | دوست /du:st/     |
| /k/  | [k]            | ک          | ک       | کُرد /koɾd/       |
| /ɡ/  | [ɡ]            | گ          | گ       | گروه /ɡoru:h/    |
| /ʔ/  | [ʔ]            | ا (ء)، ع   | ا (ء)   | معنا /mæʔnɒ:/    |
| /tʃ/ | [t͡ʃ]           | چ          | چ       | چوب /tʃu:b/      |
| /dʒ/ | [d͡ʒ]           | ج          | ج       | جوان /dʒævɒ:n/   |
| /f/  | [f]            | ف          | ف       | فشار /feʃɒ:ɾ/    |
| /v/  | [v]            | و          | و       | ویژه /vi:ʒe/     |
| /w/  | [w]            | و          | و       | ویژه /wi:ʒe/     |
| /s/  | [s]            | س، ص، ث    | س       | سایه /sɒ:je/     |
| /z/  | [z]            | ز، ذ، ض، ظ | ز       | آزاد /ɒ:zɒ:d/    |
| /ʃ/  | [ʃ]            | ش          | ش       | شاه /ʃɒ:h/       |
| /ʒ/  | [ʒ]            | ژ          | ژ       | ژاله /ʒɒ:le/     |
| /χ/  | [χ]            | خ          | خ       | خانه /χɒ:ne/     |
| /ʁ/  | [ʁ]            | غ، ق       | غ       | باغ /bɒ:ʁ/       |
| /ɢ/  | [ɢ]            | غ، ق       | ق       | قلم [ɢælæm]      |
| /h/  | [h]            | ه، ح       | ه       | هفت /hæft/       |
| /m/  | [m]            | م          | م       | مادر /mɒ:dær/    |
| /n/  | [n]            | ن          | ن       | نان /nɒ:n/       |
| /ŋ/  | [ŋ]            | ن          | ن       | رنگ /ɾæŋɡ/       |
| /l/  | [l]            | ل          | ل       | لب /læb/         |
| /ɾ/  | [ɾ]            | ر          | ر       | ایران /i:ɾɒ:n/   |
| /r/  | [r]            | ر          | ر       | ترش /torʃ/       |
| /j/  | [j]            | ی          | ی       | یا /jɒ:/         |

#### وردش‌های واج‌گونه‌ای
آواهای /د/ و /ت/، هم نوکی‌دندانی و هم نوکی‌لثه‌ای تلفظ می‌شود.
واج‌های /پ/، /ت/، /چ/ و /ک/ هنگامی که در آغاز هجا باشد، حلقی و دمشی ادا می‌شود. (دمش در برابر بازدمش)
هر گاه /پ/ و /ت/ پس از /س/ بیاید، حلقی و دمشی ادا می‌شود. (دمش در برابر بازدمش)
نرم‌کامی‌های انسدادی (/ک/ و /گ/)، پیش از سه واکهٔ پیشین (/ـَ/، /ـِ/، /ی/)، کامی می‌گردد. در واقع از حالت رقیق (مانند کنجکاو و گرگان) به حالت غلیظ (مانند کیان و گیر) بدل می‌آید. این حالت گاهی پیش از برخی حرف‌ها و ساکن نیز پدید می‌آید. این همان قضیهٔ /ک/ کوکویی و /ک/ کفگیری است.
در فارسی جدید، واج‌های ق نمایندهٔ [q] و غ نمایندهٔ [ʁ] بوده است. در فارسی دری معیار، دیگر تفاوتی میان دو دبیره نیست، بلکه بسته به موقعیت، /غ/ و /ق/ تغییر می‌کند، البته /غ/ نمایندهٔ [ʁ] و /ق/ نمایندهٔ [ɢ] است؛ لیکن اگر هرکدام در آغاز واژه بیاید، [ɢ] تلفظ می‌شود. البته اگر رسمی نگاه کنیم، /ق/ = /غ/، یعنی هر دو نمایندهٔ [ʁ] است. واج نمایندهٔ اصلی نیز /غ/ است، چنان‌که در فرهنگ معین نیز پس از ارایهٔ توضیح، [ɢ] را آوای اصلی می‌گیرد. در این فرهنگ، /غ/ و /ق/ را با [ɣ] می‌نماید. البته تفاوت در گویش /غ/ و /ق/، در فارسی‌زبانان مشهود است، مثلاً گویش افغانی و تاجیکی، و نیز لهجه‌های کرمانی و یزدی. در هر صورت سر معیار دری نیز اختلاف است.
زنشی لثه‌ای /ɾ/، در آغاز واژه می‌تواند به زنشی بدل شود ([r]). البته این تلفظ تقریباً در فارسی آزاد است و اول و آخر نمی‌شناسد.
/n/، اگر پیش از /گ/، /ک/، /ق/، /غ/، و /خ/ آید، می‌تواند به صورت /ŋ/ تلفظ شود. نیز اگر پیش از /ق/ (/ɢ/) یا /غ/ (/ʁ/) بیاید، می‌تواند به صورت /ɴ/ نیز تلفظ شود. البته /ن/ را دندانی (/ɴ/)نیز تلفظ می‌کنند. /n/ , /ŋ/ در کلمات مرکب و مشتق می‌توانند باعث تغییر در معنی کلمه گردند. مثال زنگ + دار، زن + دار که به صورت /zæŋdɒ:r/ و /zændɒ:r/ تلفظ می‌شوند.
همخوان /ء/ در آغاز واژه، یا در آغاز تکواژ در هنگام ترکیب تکواژها، در صورتی که واج پیشینش همخوان باشد، می‌تواند حذف شود. مانند فناوری و فن‌آوری، نیز «آب آورد» /ʔɒ:b ʔɒ:værd/ و /ʔɒ:b ɒ:værd/، و نیز کم‌عرض /kæm-ʔærz/ و /kæm-ærz/. اگر پیش از /ء/ همخوان بیاید، در برخی شرایط /ء/ حذف شده و واکه‌ها ادغام می‌شود. مانند کی است؟ /ki ʔæst/ و کیست؟ /kist/، و نیز روده‌اش /ɾude-ʔæʃ/ و /rudæʃ/ (بیشتر در عامیانه).
واج /و/ پیش از همخوان‌ها نمی‌آید، به جز خودش، یعنی مگر هنگامی که /و/ تشدید دارد -که در حکم دو /و/ پشت سر هم است-، ما در فارسی پس از /و/ همیشه واکه دریم، چنان‌چه -همان‌طور که گفتیم- اگر در پایان هجا بیاید نیز معمولاً به شکل /ـُ/ یا /ـُ/ کشیده تلفظ می‌گردد. در فارسی باستان یا پهلوی، این واج پیش از همخوان‌ها می‌آمده که در دری به /ب/، /ف/ یا /پ/ بدل گشته؛ مثلاً /و/ در گرو /grev/(؟) در مصدر «گرفتن» به /ف/ تبدیل شده است.
جدول زیر برخی از وردش‌ها را به‌طور تقریبی می‌نماید. البته دقیق نیست.
| واک یا آوای بین‌المللی | شرایط احتمالی                                                  | دبیره | نماینده | نمونه                 |
| --------------------- | -------------------------------------------------------------- | ----- | ------- | --------------------- |
| [p]                   | آزاد (؟)                                                       | پ     | پ       | تپ /tæp/              |
| [pʰ]                  | آمدن در آغاز هجا یا پس از /س/ ساکن                             | پ     | پ       | پدر /pʰedæɾ/          |
| [t]                   | آزاد (؟)                                                       | ت، ط  | ت       | پرت /pært/            |
| [tʰ]                  | آمدن در آغاز هجا یا پس از /س/ ساکن                             | ت، ط  | ت       | تا /tʰɒ:/             |
| [t̪]                   | آزاد (؟)                                                       | ت، ط  | ت       | پرت /pært/            |
| [t̪ʰ]                  | آمدن در آغاز هجا یا پس از /س/ ساکن                             | ت، ط  | ت       | تا /t̪ʰɒ:/             |
| /d/                   | آزاد                                                           | د     | د       | دوست /du:st/          |
| /d̪/                   | آزاد                                                           | د     | د       | دوست /d̪u:st/          |
| [kʰ]                  | آمدن در آغاز هجا                                               | ک     | ک       | کُرد /kʰord/           |
| [k]                   | اغلب نیامدن پیش از واکه‌های پیشین                               | ک     | ک       | مکث /mæks/            |
| [kʲ]                  | اغلب آمدن پیش از واکه‌های پیشین                                 | ک     | ک       | تکی /tækʲi/           |
| ترکیب [kʲ] و [kʰ]     | اغلب آمدن پیش از واکه‌های پیشین در آغاز هجا                     | ک     | ک       | کیش /'kʰiʃ/           |
| [ɡ]                   | اغلب نیامدن پیش از واکه‌های پیشین                               | گ     | گ       | گروه /ɡoru:h/         |
| [ɡʲ]                  | اغلب آمدن پیش از واکه‌های پیشین                                 | گ     | گ       | گیر /ɡʲir/            |
| /ʔ/                   | آزاد                                                           | ء، ع  | ء       | معنا /mæʔnɒ:/         |
| -                     | در آغاز واژه (در عبارت) یا تکواژ (در واژه) و آمدن پس از همخوان | ء، ع  | ء       | من آمدم /mæn ɒ:mædæm/ |
| /tʃ/                  | آزاد (؟)                                                       | چ     | چ       | چوب /tʃu:b/           |
| /tʃ/                  | {در آغاز واژه‌ها، دمشی                                          | چ     | چ       | چوب /tʃu:b/           |
| /ʁ/                   | آزاد                                                           | غ، ق  | غ       | باغ /bɒ:ʁ/            |
| /ɢ/                   | در آغاز واژه (؟)                                               | غ، ق  | ق       | قلم [ɢælæm]           |
| /n/                   | آزاد                                                           | ن     | ن       | نان /nɒ:n/            |
| /n̪/                   | آزاد (/)                                                       | ن     | ن       | نان /n̪ɒ:n̪/            |
| /ŋ/                   | آمدن پیش از /گ/، /ک/ و /ق/                                     | ن     | ن       | رنگ /ɾæŋɡ/            |
| /ɴ/                   | آمدن پیش از /ق/ (/ɢ/) یا /غ/ (/ʁ/)                             | ن     | ن       | انقلاب /eɴʁelɒ:b/     |
| /ɾ/                   | آزاد                                                           | ر     | ر       | ایران /i:ɾɒ:n/        |
| /r/                   | آزاد (؟)                                                       | ر     | ر       | ترش /torʃ/            |

#### واج /ذ/
در فارسی دری، واجی بوده با نشان /ذ/ که امروزه اغلب به ز یا د بدل گشته است. در گویش معیار کنونی فارسی، /ذ/ = /ز/ = /z/.
قاعدهٔ /ذ/ در دری این بوده که هرگاه /د/ در میان دو واکه باشد، به صورت /ذ/ تلفظ می‌شود، حتیٰ اگر بعدش واکه‌ای نباشد و نیز همخوانی نیاید (\س از واکه، /ذ/ دارای ساکن باشد.
| واک یا آوای بین‌المللی | شرایط احتمالی                                 | دبیره | نماینده | نمونه                           |
| --------------------- | --------------------------------------------- | ----- | ------- | ------------------------------- |
| [ð]                   | در گذشته، هرگاه پیش و پس از /د/ همخوانی نیاید | ذ     | ذ       | گنبذ (تلفظ گذشتهٔ گُنبد) /gonbæð/ |

#### واج /و/
واج /و/ در فارسی دری غربی (اغلب ایران) با تلفظ /v/ ادا می‌شود، ولی در فارسی دری شرقی (اغلب افغانستان) به صورت سنتی یعنی /w/ ادا می‌شود.
| واک یا آوای بین‌المللی | شرایط احتمالی                               | دبیره | نماینده | نمونه         |
| --------------------- | ------------------------------------------- | ----- | ------- | ------------- |
| [w]                   | همیشه، در افغانستان                         | و     | و       | گواه /gowɒ:h/ |
| [v]                   | به جز حالت ـَوْ مانند «نَوروز» همیشه، در ایران | و     | و       | گواه /govɒ:h/ |

#### هم‌نشینی
برخی از واج‌ها برای راحتی تلفظ کنار هم نمی‌آید.
واج‌ها /ن/ و /ک/ کنار هم نمی‌آید. پس در پارسی /nk/ نداریم بلکه /ng/ داریم. اگر واژه‌ای در فارسی «نْک» داشت، یعنی فارسی نیست یا اشتباه است، مثلاً «بانک» انگلیسی، «انکار» عربی و «پنکه» هندی است. در فارسی واژه‌های «بانگ» و «انگار» و «پنگ» (خوشهٔ خرما) داریم
نیز واج‌های /ش/ و /گ/ کنار هم نیایند. پس در فارسی /ʃg/ نداریم؛ که /ʃk/ داریم. در ضمن /ژ/ و /ک/ نیز کنار هم نمی‌آید که در پارسی /ʒk/ نداریم که /ʒg/ داریم. پس «پزشک»، «رشک»، «لشکر» و «اشکنه» درست است و پزشگ و رشگ و لشکر و اشگنه غلط است. در ضمن «مژگان» (/moʒgɒ:n/) درست و «مژکان» غلط است.
/چ/ و /ج/ کنار هم نمی‌آیند، هم‌چنین است /ب/ و /پ/، /ش/ و /ژ/ و هر دو واجی که واجگاه مشترک داشته‌ باشد.
واج /ن/ پیش از /ب/ و /پ/ می‌شود /م/، مانند «انبار» و «تن‌پوش» که می‌شود امبار و تم‌پوش.
واج /چ/ اگر پیش از /ت/ یا /د/ بیاید می‌شود /ش/ و /ج/ اگر پیش از /ت/ یا /د/ بیاید می‌شود /ژ/. پس «اجتماع» می‌شود اژتماع و «وجدان» می‌شود وژدان. «اچ‌تی‌ام‌ال» می‌شود اش‌تی‌ام‌ال و «اچ‌دی» می‌شود اش‌دی.
/ژ/ پیش از /د/ و /ش/ پیش از /ت/ می‌آید. در پارسی «اژدها» و «تشت» داریم. «هشدار» می‌شود هشتار.
اگر /د/ پیش از /ژ/ آمد می‌شود /ج/ و اگر /ت/ پیش از /ش/ آمد می‌شود /چ/. /ت/ پیش از /ژ/ و /د/ پیش از /ش/ نمی‌آید.

## واج‌آرایی
(مواردی درون پرانتزها توضیح داده شد که نیاز به بررسی دارد).
آرایش واجی‌ای که در زبان فارسی حاکم است، یکی از بهترین و آسوده‌ترین‌ها است. این واج‌آرایی کم‌نظیر و شاید بی‌نظیر، از نظر تلفظ آسان است و حاصل یک دگرش تاریخی در روند ساده‌سازی زبان است. این آرایش قوانینی دارد، از جمله:
هر هجا با یک همخوان (صامت) آغاز شده، آن‌گاه یک واکه (مصوت) در پی می‌آید؛ پس از آن می‌تواند با یک همخوان دیگر، یا دو همخوان دیگر (فقط در هجاهای پایانی) ادامه یابد؛ پس در هر تکواژ:
1. هر هجای آغازی یا میانی، دو یا سه واج دارد. هر هجای پایانی نیز میان دو تا چهار واج دارد.
2. هر هجا باید با همخوان (صامت) آغاز گردد (توجه کنید که واژه‌ای چون «آباد» با واج /ء و ع/ شروع می‌شود و واجِ دوم آن /ا/ است).
3. واج دوم هر هجا باید واکه (مصوت) باشد.
4. وجودِ واج سوم در هجا اختیاری است و این واج باید همخوان (صامت) باشد.
5. در هجای پایانی، واج چهارم نیز می‌تواند وجود داشته باشد و همیشه همخوان (صامت) است.
6. هیچ‌گاه دو واکه پشت هم نمی‌آید (در یک هجا بیش از یک واکه نمی‌آید).
7. هیچ‌گاه سه همخوان در پی هم نمی‌آید. در واژه‌های مرکب نیز معمولاً با حذف یک هجا تلفظ می‌شود، مانند زیست‌شناسی /zistʃenɒ:si/ ← زیس‌شناسی /zisʃenɒ:si/؛ رقیق می‌گردد، مانند پرتگاه /pærtɡɣɒ:h/ (البته واج /ɡɣ/ را نمی‌دانم هنوز آمده یا نه، ولی تعریفش «واکدار کامی انسایشی» یا»voiced velar affricates «است) یا چندین حالت دیگر که نگارنده ازش ناآگاه است (قواعدی که ذکر شد دربارهٔ یک واژه صدق می‌کند و کلمات مرکب از این قواعد پیروی نمی‌کنند مانند قاعدهٔ تشدید که در کلمات مرکب صدق نمی‌کند مثل بررسی).

هجاهای فارسی در هر تکواژ:
| هجا/واج | نخست | دوم | سوم   | چهارم |
| ------- | ---- | --- | ----- | ----- |
| آغازی   | /ه/  | /و/ | (/ه/) | -     |
| میانی   | /ه/  | /و/ | (/ه/) | -     |
| فرجامی  | /ه/  | /و/ | (/ه/) | (/ه/) |

همچنین قوانین خاصی برای هم‌نشینی واج‌های فارسی هست. در فارسی، واج‌های همانندو با واجگاه (مخرج تلفظ) نزدیک به هم، نمی‌تواند در کنار هم‌آید؛ مثلاً در زبان فارسی هیچ‌گاه در یک هجا و شاید تکواژه، واجِ /چ/ پیش از /ر/، و /ب/ پیش و پس از /پ/ و /د/ پیش از /ز/ نمی‌آید. در واژه‌های مرکب نیز معمولاً ادغامی تلفظ می‌شود. واج‌های فارسی قوانین سختی دارد که البته به راحت شدن زبان می‌انجامد.
هنگام ترکیب تکواژها، هر واژه

## تشدید
هم‌خوان‌ها ممکن است مشدّد باشد، البته این ویژگی اغلب مربوط به واژه‌های دخیل از عربی است. این دبیره‌ها را در آوانگاری بین‌المللی با دو بار نوشتن [sejjed]، یا با نماد کشیدگی (/:/)، [sejːed] نشان می‌دهند.
واژه‌های فارسی‌ای مانند امّید و درّه نیز در فارسی هست که تشدید دارد، ولی باید دربارهٔ پیشینیهٔ‌شان پژوهید که آیا ما از پیش و در پارسی میانه یا پارسی باستان تشدید داشته‌ایم یا نه.
| نشانهٔ آوایی         | نشانهٔ فارسی | نمونه                                                                                     |
| ------------------- | ----------- | ----------------------------------------------------------------------------------------- |
| /:/ یا دو بار نوشتن | ـّ           | ارّه /æɾɾe/ یا /æɾ:e/ درّه /dæɾɾe/ یا /dæɾ:e/ پلّه /pelle/ یا /pel:e/ کُرّه /koɾɾe/ یا /koɾ:e/ |

## واژه‌های هم‌آوا
در زبان فارسی، واژه‌های بسیاری هست که چندجور نوشته و یک‌جور خوانده می‌شود. غالب این‌ها عربی است.
مثلاً واژهٔ فارسی گذاشتن با گزاشتن (گزاردن) هم‌آوا است، نیز واژه‌های عربی حیاط و حیات (زیستن) نیز این‌چنین‌اند.

## پی‌نوشت و منابع
1. ↑  کمالی‌پناه (پزش)، غلامرضا: «تأملی در واج» در: مجلهٔ رشد آموزش زبان و ادب فارسی، شمارهٔ ۶۷، پاییز ۱۳۸۲، صص۵۸–۶۰).
2. ↑  همان.
3. ↑  Windfuhr, Gernot (1987). "Persian". In Bernard Comrie. The World's Major Languages. Oxford: Oxford University Press. p. 543. ISBN 978-0-19-506511-4.
4. ↑  فرهنگ شش‌جلدی معین، ج 1؛ انتشارات امیرکبیر، توضیحات پیش از آغاز فرهنگ
5. ↑  نگاه کنید به فرهنگ شش‌جلدی معین، درآمد (مدخل) «ذ»